# Jean-Edme Romilly
Pour les articles homonymes, voir Romilly.
Jean-Edme Romilly, né en 1739 à Genève et mort le 29 octobre 1779 à Saconnex, est un théologien et encyclopédiste genevois.

## Biographie
Fils de l’horloger, journaliste et encyclopédiste Jean Romilly, qu’il a précédé dans la tombe, Romilly étudia la théologie et fut admis au ministère en 1763. Trois ans après, il fut appelé comme pasteur de l’Église wallonne à Londres, mais sa santé délicate ne pouvant s’accommoder au climat, il retourna à Genève et fut chargé de desservir l’église de Chancy puis à Saconnex près de Genève. En 1770, le Conseil d’État lui accorda sa démission, « en lui conservant son rang, eu égard à ses talents distingués. ».
Palissot, qui l’a connu particulièrement, l’a peint comme un homme de mœurs douces et régulières, très instruit et doué de la plus aimable modestie. Il a laissé la réputation d’un bon prédicateur. Ses sermons se distinguaient plutôt par une onction douce et persuasive, que par une éloquence mâle et forte. En 1780, le pasteur Juventin en a publié à Genève un recueil en 2 vol. in-8°, en mettant en tête l'Éloge de l’auteur.
Ami de Rousseau, de d'Alembert, de Diderot et de Voltaire, Romilly a travaillé, comme son père, à l’Encyclopédie. Les articles « Tolérance » et « Vertu » sont de lui. Il a aussi fourni plusieurs articles sur des Genevois célèbres, entre autres sur Jean-Jacques Rousseau, aux Mémoires de littérature de Palissot.
Il est l'oncle de Juliette Cavaignac.

## Sources
- E. Haag, La France protestante ou vies des protestants français qui se sont fait un nom dans l'histoire : depuis les premiers temps de la réformation jusqu’à la reconnaissance du principe de la liberté des cultes par l'Assemblée Nationale, t. 8, Paris, Joël Cherbuliez, 1858, p. 513.